# Blaškovec
Blaškovec is een plaats in de gemeente Sveti Ivan Zelina in de Kroatische provincie Zagreb. De plaats telt 602 inwoners (2001).